# Csináljuk a fesztivált! (tizedik évad)
A Csináljuk a fesztivált! című zenés show-műsor tizedik (az MTVA számozása szerint a széria megújulásának negyedik) évada 2024. december 7-én vette kezdetét a Dunán.
A műsorvezetők Fodor Imre és Rókusfalvy Lili voltak. Az ezúttal négytagú zsűrit Balázs Klári, Bereczki Zoltán, Janza Kata és Korda György alkotta.
Az évad tíz részes volt, egy kivétellel szombat esténként sugározta felvételről a Duna.

## A műsorról
A műsor nem épül semmilyen külföldi formátumra, teljesen saját ötlet alapján készült. A Csináljuk a fesztivált! rendezője Gyöngyösi Szabolcs, a vezető producer Károlyi Anikó, az operatőr Ancsics Csaba, valamint a zenei producer Rakonczai Viktor volt.
A négy tagú zsűri 1 és 10 pont között értékelte az elhangzó dalokat, valamint a stúdióközönség mobiltelefonos applikációval szavazhatott. A zsűri pontjait – ami összesen, dalonként maximum 40 pont lehetett – ebben az évadban is a műsor végén adták a közönség pontjaihoz. Ők szintén dalonként maximum 40 pontot adhattak.
Az egyes válogatók egy-egy zenei korszak zenéit foglalták magukban. Az első válogatóban az 1910-es és 1950-es évek közötti időszak, a második válogatóban az 1960-as és 1970-es évek, a negyedik válogatóban az 1980-as és 1990-es évek, a hatodik válogatóban pedig a 2000-es és 2010-es évek magyar dalait dolgozták fel a versenyzők. A harmadik válogató adásban lírai, karácsonyi dalokat adtak elő a fellépők, míg az ötödik válogató a szilveszteri különkiadás volt. Ezen adásoknál csupán 1–1 dal jutott tovább az elődöntőkbe, és erről kizárólag a stúdióközönség döntött.

## A helyszín
A műsor helyszínéül a közmédia többi szórakoztató produkciójához hasonlóan az MTVA Kunigunda útjai székházának 600 m2-es egyes stúdiója szolgált, Budapesten.

## A műsorvezetők és a zsűritagok
A megújult műsor negyedik évadjában a műsorvezetők ismét Fodor Imre és Rókusfalvy Lili lettek.
A szakmai zsűrit képviselte:
- Balázs Klári, Fonogram-díjas énekesnő
- Bereczki Zoltán, EMeRTon-díjas magyar színész, énekes, zenei producer
- Janza Kata, Jászai Mari-díjas színésznő, EMeRTon és Honthy-díjas musicalénekes
- Korda György, eMeRTon-díjas, Artisjus- és Fonogram-díjas énekes

## Internetes előválogatás
2024 szeptemberében és októberében a hirado.hu olvasói lehetőséget kaptak, hogy minden héten egy-egy válogatóba beszavazzák a kedvenc dalaikat. Az alábbi dalokra lehetett voksolni az internetes oldalon.
| Dal                        | Dalszerzők                                   |
| -------------------------- | -------------------------------------------- |
| Szívemben bomba van        | Walter László, Harmat Imre                   |
| Szép város Kolozsvár       | Kálmán Imre, Julius Brammer, Alfred Grünwald |
| Csak egy kis emlék         | Fényes Szabolcs, Bacsó Péter                 |
| Szeressük egymást gyerekek | Seress Rezső                                 |
| Van a Bajza utca sarkán    | Zerkovitz Béla, Szilágyi László              |

| Dal                 | Eredeti előadó  |
| ------------------- | --------------- |
| Ha volna két életem | Piramis         |
| Ringasd el magad    | LGT             |
| Sajtból van a Hold  | Bergendy        |
| Ez az utolsó tánc   | Delhusa Gjon    |
| Egy fiú a házból    | Késmárky Marika |

| Dal                          | Eredeti előadó |
| ---------------------------- | -------------- |
| Álmodtam egy világot         | Edda Művek     |
| Hazám                        | Máté Péter     |
| Tele van a város szerelemmel | Prognózis      |
| Szomorú szamuráj             | Ámokfutók      |
| A zöld, a bíbor és a fekete  | P. Box         |

| Dal                    | Eredeti előadó    |
| ---------------------- | ----------------- |
| Forogj, világ!         | NOX               |
| Valami van a levegőben | Halott Pénz       |
| Színezd újra           | Magna Cum Laude   |
| Ragyog a szívem        | Mohamed Fatima    |
| Őrült szerelem         | Baby Gabi és Lala |

## Adások

### Válogatók
Az MTVA a hat válogatót 2024. december 7-én, december 14-én, december 21-én, december 28-án, december 31-én és 2025. január 4-én tartotta. A négytagú zsűri 1 és 10 pont között értékelte az elhangzó dalokat, valamint a stúdióközönség mobiltelefonos applikációval szavazhatott. A zsűri pontjait – ami összesen, dalonként maximum 40 pont lehetett – a műsor végén adták a közönség pontjaihoz. Ők szintén dalonként maximum 40 pontot adhattak. Ennek alapján az első kettő, a negyedik és a hatodik válogatóból az első hét, míg a két ünnepi gálaadásból a stúdióközönségnél első helyen végzett dalok jutottak tovább az elődöntőkbe. A műsort felvételről közvetítette a Duna.

#### Első válogató
| Első válogató – 2024. december 7. | Első válogató – 2024. december 7.     | Első válogató – 2024. december 7.                                               | Első válogató – 2024. december 7. | Első válogató – 2024. december 7. | Első válogató – 2024. december 7. | Első válogató – 2024. december 7. | Első válogató – 2024. december 7. | Első válogató – 2024. december 7. |
| #                                 | Előadó                                | Dal (zene / szöveg)                                                             | Pontozás                          | Pontozás                          | Pontozás                          | Pontozás                          | Pontozás                          | Pontozás                          |
| #                                 | Előadó                                | Dal (zene / szöveg)                                                             | Korda György                      | Balázs Klári                      | Janza Kata                        | Bereczki Zoltán                   | Közönség                          | Σ                                 |
| --------------------------------- | ------------------------------------- | ------------------------------------------------------------------------------- | --------------------------------- | --------------------------------- | --------------------------------- | --------------------------------- | --------------------------------- | --------------------------------- |
| 01                                | Kálloy-Molnár Péter és Sári Évi       | Asszonykám, adj egy kis kimenőt (Zerkovitz Béla, Szilágyi László)               | 8                                 | 8                                 | 9                                 | 8                                 | 35                                | 68                                |
| 02                                | Muri Enikő                            | Mindig az a perc (Fényes Szabolcs, Mihály István)                               | 8                                 | 8                                 | 10                                | 9                                 | 35                                | 70                                |
| 03                                | Kökény Dani és Kovács Harmat          | Szép város Kolozsvár (Kálmán Imre, Julius Brammer, Alfred Grünwald)             | 8                                 | 7                                 | 8                                 | 7                                 | 34                                | 64                                |
| 04                                | Faragó András Topi                    | Szeressük egymást gyerekek (Seress Rezső)                                       | 10                                | 9                                 | 10                                | 10                                | 34                                | 73                                |
| 05                                | Trap kapitány és Kovácsovics Fruzsina | Bőg a tehén (Eisemann Mihály, Szilágyi László)                                  | 9                                 | 9                                 | 8                                 | 8                                 | 34                                | 68                                |
| 06                                | Juhos Zsófi és Patocska Olivér        | Szívemben bomba van (Walter László, Harmat Imre)                                | 8                                 | 8                                 | 9                                 | 8                                 | 34                                | 67                                |
| 07                                | Kökény Attila                         | Levél apukához (Horváth Jenő, Szabó Sándor)                                     | 10                                | 10                                | 10                                | 10                                | 38                                | 78                                |
| 08                                | Kardos-Horváth János                  | Legyen a Horváth-kertben, Budán (Lajtai Lajos, Békeffi István)                  | 8                                 | 8                                 | 9                                 | 9                                 | 33                                | 67                                |
| 09                                | Kamarás Iván és Szandi                | Hol van az a nyár? (Lajtai Lajos, Békeffi István)                               | 10                                | 10                                | 10                                | 10                                | 36                                | 76                                |
| 10                                | Vida Péter                            | A lyányok, a lyányok, a lyányok angyalok (Kálmán Imre, Leo Stein, Jenbach Béla) | 10                                | 10                                | 10                                | 10                                | 37                                | 77                                |

#### Második válogató
| Második válogató – 2024. december 14. | Második válogató – 2024. december 14. | Második válogató – 2024. december 14.                             | Második válogató – 2024. december 14. | Második válogató – 2024. december 14. | Második válogató – 2024. december 14. | Második válogató – 2024. december 14. | Második válogató – 2024. december 14. | Második válogató – 2024. december 14. |
| #                                     | Előadó                                | Dal (zene / szöveg)                                               | Pontozás                              | Pontozás                              | Pontozás                              | Pontozás                              | Pontozás                              | Pontozás                              |
| #                                     | Előadó                                | Dal (zene / szöveg)                                               | Korda György                          | Balázs Klári                          | Janza Kata                            | Bereczki Zoltán                       | Közönség                              | Σ                                     |
| ------------------------------------- | ------------------------------------- | ----------------------------------------------------------------- | ------------------------------------- | ------------------------------------- | ------------------------------------- | ------------------------------------- | ------------------------------------- | ------------------------------------- |
| 01                                    | Heincz Gábor Biga                     | Sajtból van a Hold (Demjén Ferenc)                                | 10                                    | 10                                    | 10                                    | 10                                    | 34                                    | 74                                    |
| 02                                    | Czakó Juli                            | Ha volna két életem (Som Lajos / Horváth Attila)                  | 9                                     | 9                                     | 10                                    | 8                                     | 34                                    | 70                                    |
| 03                                    | Baricz Gergő                          | Ringasd el magad (Presser Gábor / Adamis Anna)                    | 10                                    | 10                                    | 10                                    | 10                                    | 35                                    | 75                                    |
| 04                                    | Szabó Előd                            | Könnyű álmot hozzon az éj (Várkonyi Mátyás / Miklós Tibor)        | 9                                     | 10                                    | 10                                    | 9                                     | 37                                    | 75                                    |
| 05                                    | Rudán Joe                             | Postakocsi (Nagy Tibor / Komár László)                            | 9                                     | 9                                     | 9                                     | 8                                     | 34                                    | 69                                    |
| 06                                    | Pál Dénes                             | Azért vannak a jó barátok (Máté Péter / S. Nagy István)           | 10                                    | 10                                    | 10                                    | 10                                    | 37                                    | 77                                    |
| 07                                    | Ördög Tibor Csipa                     | Így szólt hozzám a dédapám (Szűcs Antal Gábor / Frenreisz Károly) | 9                                     | 9                                     | 9                                     | 9                                     | 35                                    | 71                                    |
| 08                                    | Torres Dani                           | Amikor én még kissrác voltam (Szörényi Levente / Bródy János)     | 9                                     | 9                                     | 9                                     | 8                                     | 33                                    | 68                                    |
| 09                                    | Kalapács József                       | A Villa Negra románca (Ránki György / Garai Gábor)                | 9                                     | 9                                     | 9                                     | 8                                     | 34                                    | 69                                    |
| 10                                    | Tóth Vera                             | Árva fiú (Szakály László / S. Nagy István)                        | 10                                    | 10                                    | 10                                    | 10                                    | 38                                    | 78                                    |

#### Harmadik válogató
| Harmadik válogató (Karácsony) – 2024. december 21. | Harmadik válogató (Karácsony) – 2024. december 21. | Harmadik válogató (Karácsony) – 2024. december 21.                                     |    |                                 |                         |
| #                                                  | Előadó                                             | Dal (zene / szöveg)                                                                    |    |                                 |                         |
| -------------------------------------------------- | -------------------------------------------------- | -------------------------------------------------------------------------------------- | -- | ------------------------------- | ----------------------- |
| #                                                  | Előadó                                             | Dal (zene / szöveg)                                                                    | 01 | Vágó Bernadett és Miller Zoltán | Egyszer (Presser Gábor) |
| 02                                                 | Tempfli Erik és Hegedűs Bori                       | A csönd éve (Balázs Fecó / Horváth Attila)                                             |    |                                 |                         |
| 03                                                 | Gábor Márkó és Becz Bernadett                      | Szeretni valakit valamiért (Bódi László)                                               |    |                                 |                         |
| 04                                                 | Kiss Enikő és Nádor Dávid                          | Most múlik pontosan (Kiss Tibor)                                                       |    |                                 |                         |
| 05                                                 | Szabó Ádám és Szabó Jennifer                       | Az első karácsony (Török Tamás, Szolnoki Péter, Magyar Zsolt / Král Gábor)             |    |                                 |                         |
| 06                                                 | Gubik Petra és Dánielfy Gergő                      | Olyan ő (Bartis Szilárd, Tatár Attila, Kozma Zsombor, Bagossy Norbert, Bagossy László) |    |                                 |                         |
| 07                                                 | Balássy Betty és Varga Feri                        | Két összeillő ember (Havasy Viktor / S. Nagy István)                                   |    |                                 |                         |
| 08                                                 | Takáts Máté és Takáts Tamás                        | Mesélek a bornak (Fülöp Loránd, Szabó László, Pál Andor, Mihály Csaba, Alin Nicuta)    |    |                                 |                         |
| 09                                                 | Feng Ya Ou és Békefi Viki                          | Végső vallomás (Romhányi Áron, Pély Barna / Orbán Tamás)                               |    |                                 |                         |
| 10                                                 | Király Viktor és Király Linda                      | Kívánj igazi ünnepet! (Som Lajos / Horváth Attila)                                     |    |                                 |                         |

#### Negyedik válogató
| Negyedik válogató – 2024. december 28. | Negyedik válogató – 2024. december 28. | Negyedik válogató – 2024. december 28.                                                  | Negyedik válogató – 2024. december 28. | Negyedik válogató – 2024. december 28. | Negyedik válogató – 2024. december 28. | Negyedik válogató – 2024. december 28. | Negyedik válogató – 2024. december 28. | Negyedik válogató – 2024. december 28. |
| #                                      | Előadó                                 | Dal (zene / szöveg)                                                                     | Pontozás                               | Pontozás                               | Pontozás                               | Pontozás                               | Pontozás                               | Pontozás                               |
| #                                      | Előadó                                 | Dal (zene / szöveg)                                                                     | Korda György                           | Balázs Klári                           | Janza Kata                             | Bereczki Zoltán                        | Közönség                               | Σ                                      |
| -------------------------------------- | -------------------------------------- | --------------------------------------------------------------------------------------- | -------------------------------------- | -------------------------------------- | -------------------------------------- | -------------------------------------- | -------------------------------------- | -------------------------------------- |
| 01                                     | Pesák Ádám                             | Hotel Menthol (Fenyő Miklós / Novai Gábor)                                              | 9                                      | 9                                      | 10                                     | 10                                     | 35                                     | 73                                     |
| 02                                     | Koós Réka                              | Álmodtam egy világot (Slamovits István, Barta Alfonz / Pataky Attila)                   | 9                                      | 9                                      | 10                                     | 10                                     | 36                                     | 74                                     |
| 03                                     | Varga Miklós                           | A zöld, a bíbor és a fekete (Sáfár József, Cserháti István / Csiga Sándor)              | 10                                     | 10                                     | 10                                     | 10                                     | 36                                     | 76                                     |
| 04                                     | László Attila                          | Nem tudok élni nélküled (Németh Zoltán, Pete László / Meződi József, Veszelinov András) | 9                                      | 9                                      | 10                                     | 9                                      | 37                                     | 74                                     |
| 05                                     | Oláh Gergő                             | Még nem veszíthetek (Pásztor László, Jakab György, Lakatos Gábor / Zámbó Imre)          | 10                                     | 10                                     | 10                                     | 10                                     | 38                                     | 78                                     |
| 06                                     | Keresztes Ildikó                       | Hello (Dorozsmai Péter / Kovács Ákos)                                                   | 10                                     | 10                                     | 10                                     | 9                                      | 37                                     | 76                                     |
| 07                                     | Peller Károly                          | Kérek egy kulcsot a szívedhez (Móré András / Paréj Zoltán)                              | 9                                      | 9                                      | 10                                     | 8                                      | 35                                     | 71                                     |
| 08                                     | Berki Artúr                            | Hazám (Máté Péter)                                                                      | 9                                      | 9                                      | 9                                      | 9                                      | 36                                     | 72                                     |
| 09                                     | Szulák Andrea                          | Apáink útján (Gidófalvy Attila / Szigeti Ferenc)                                        | 10                                     | 10                                     | 10                                     | 9                                      | 37                                     | 76                                     |
| 10                                     | Ember Márk                             | Szép Júlia (Gerendás Péter / Sztevanovity Dusán)                                        | 10                                     | 10                                     | 10                                     | 10                                     | 39                                     | 79                                     |

#### Ötödik válogató
| Ötödik válogató (Szilveszter) – 2024. december 31. | Ötödik válogató (Szilveszter) – 2024. december 31. | Ötödik válogató (Szilveszter) – 2024. december 31.                    |    |                  |                                                                |
| #                                                  | Előadó                                             | Dal (zene / szöveg)                                                   |    |                  |                                                                |
| -------------------------------------------------- | -------------------------------------------------- | --------------------------------------------------------------------- | -- | ---------------- | -------------------------------------------------------------- |
| #                                                  | Előadó                                             | Dal (zene / szöveg)                                                   | 01 | Kirchknopf Gergő | Mondd, kis kócos (Presser Gábor / Juhász Sándor, Komár László) |
| 02                                                 | Vincze Lilla és Palcsó Tamás                       | Cintányéros cudar világ (Szirmai Albert / Gábor Andor)                |    |                  |                                                                |
| 03                                                 | Szabó Máté                                         | Gyulafirátót (Deseő Balázs / Máté Szabolcs)                           |    |                  |                                                                |
| 04                                                 | Mahó Andrea                                        | Ha szombat este táncol (Pásztor László, Jakab György / Hatvani Emese) |    |                  |                                                                |
| 05                                                 | Nagy Sándor                                        | Hétre ma várom a Nemzetinél (Lajtai Lajos / Békeffi István)           |    |                  |                                                                |
| 06                                                 | Mészáros Árpád Zsolt                               | Mert a nézését, meg a járását (ismeretlen)                            |    |                  |                                                                |
| 08                                                 | Nádas György                                       | Süsü, a sárkány (Bergendy István / Csukás István)                     |    |                  |                                                                |
| 08                                                 | Csorba Lóci                                        | Limbó-hintó (Fenyő Miklós / Novai Gábor)                              |    |                  |                                                                |
| 09                                                 | Szekeres András                                    | Úristen (Valkusz Milán, Marics Péter, Dandó Zoltán, Szikora Róbert)   |    |                  |                                                                |
| 10                                                 | Antal Timi és Kocsis Tibor                         | Hajmási Péter, Hajmási Pál (Kálmán Imre / Leo Stein, Jenbach Béla)    |    |                  |                                                                |

#### Hatodik válogató
| Hatodik válogató – 2025. január 4. | Hatodik válogató – 2025. január 4. | Hatodik válogató – 2025. január 4. | Hatodik válogató – 2025. január 4. | Hatodik válogató – 2025. január 4. | Hatodik válogató – 2025. január 4. | Hatodik válogató – 2025. január 4. | Hatodik válogató – 2025. január 4. | Hatodik válogató – 2025. január 4. |
| #                                  | Előadó                             | Dal (zene / szöveg) | Pontozás                           | Pontozás                           | Pontozás                           | Pontozás                           | Pontozás                           | Pontozás                           |
| #                                  | Előadó                             | Dal (zene / szöveg) | Korda György                       | Balázs Klári                       | Janza Kata                         | Bereczki Zoltán                    | Közönség                           | Σ                                  |
| ---------------------------------- | ---------------------------------- | --- | ---------------------------------- | ---------------------------------- | ---------------------------------- | ---------------------------------- | ---------------------------------- | ---------------------------------- |
| 01                                 | László Evelin és Bűdi Szilárd      | Már nem szédülök (Oláh József) | 10                                 | 10                                 | 10                                 | 10                                 | 35                                 | 75                                 |
| 02                                 | Bihal Roland                       | Örökké tart (Fejes Tamás, Molnár László / Lukács László) | 10                                 | 10                                 | 10                                 | 9                                  | 34                                 | 73                                 |
| 03                                 | Wolf Kati                          | Motel (Rakonczai Viktor / Szabó Ágnes) | 10                                 | 10                                 | 10                                 | 10                                 | 37                                 | 77                                 |
| 04                                 | Puss Tamás                         | Jó nekem (Szalai Márton, Kirchknopf Gergő, Csík Andor, Mersics György, Frimmel Jakab, Drescher Gábor, Németh András, Tompa Krisztián Gábor / Kirchknopf Gergő) | 9                                  | 9                                  | 9                                  | 8                                  | 34                                 | 69                                 |
| 05                                 | Vastag Csaba                       | Nem lehet két hazád (Tátrai Tibor, Tóth János László / Földes László)                                                                                          | 10                                 | 10                                 | 10                                 | 10                                 | 36                                 | 76                                 |
| 06                                 | Veréb Tomi és Curtis               | Valami van a levegőben (Marsalkó Dávid, Csöndör László / Csöndör László, Járai Márk, Marsalkó Dávid, Prifer Barnabás)                                          | 10                                 | 10                                 | 10                                 | 10                                 | 38                                 | 78                                 |
| 08                                 | Szabó András                       | Csillag vagy fecske (Lovasi András) | 9                                  | 10                                 | 10                                 | 9                                  | 34                                 | 72                                 |
| 08                                 | Völgyesi Gabi                      | Forogj, világ! (Harmath Szabolcs / Valla Attila) | 9                                  | 9                                  | 9                                  | 10                                 | 38                                 | 75                                 |
| 09                                 | Vastag Tamás                       | Nincs semmi másom (Rakonczai Viktor, Kökény Attila / Major Eszter, Tabár István)                                                                               | 10                                 | 10                                 | 10                                 | 10                                 | 36                                 | 76                                 |
| 10                                 | Pély Barna                         | Színezd újra! (Szabó Tibor / Kara Mihály) | 10                                 | 10                                 | 10                                 | 10                                 | 35                                 | 75                                 |

### Elődöntők
Az MTVA a három elődöntőt 2025. január 11-én, január 18-án és január 25-én tartotta. A négytagú zsűri 1 és 10 pont között értékelte az elhangzó dalokat, valamint a stúdióközönség mobiltelefonos applikációval szavazhatott. A zsűri pontjait – ami összesen, dalonként maximum 40 pont lehetett – a műsor végén adták a közönség pontjaihoz. Ők szintén dalonként maximum 40 pontot adhattak. Ennek alapján az első három helyen végző dal jutott tovább a döntőbe. A műsort felvételről közvetítette a Duna.

#### Első elődöntő
| Első elődöntő – 2025. január 11. | Első elődöntő – 2025. január 11. | Első elődöntő – 2025. január 11.                                      | Első elődöntő – 2025. január 11. | Első elődöntő – 2025. január 11. | Első elődöntő – 2025. január 11. | Első elődöntő – 2025. január 11. | Első elődöntő – 2025. január 11. | Első elődöntő – 2025. január 11. |
| #                                | Előadó                           | Dal (zene / szöveg)                                                   | Pontozás                         | Pontozás                         | Pontozás                         | Pontozás                         | Pontozás                         | Pontozás                         |
| #                                | Előadó                           | Dal (zene / szöveg)                                                   | Korda György                     | Balázs Klári                     | Janza Kata                       | Bereczki Zoltán                  | Közönség                         | Σ                                |
| -------------------------------- | -------------------------------- | --------------------------------------------------------------------- | -------------------------------- | -------------------------------- | -------------------------------- | -------------------------------- | -------------------------------- | -------------------------------- |
| 01                               | Baricz Gergő                     | Ringasd el magad (Presser Gábor / Adamis Anna)                        | 10                               | 10                               | 10                               | 10                               | 37                               | 77                               |
| 02                               | Koós Réka                        | Álmodtam egy világot (Slamovits István, Barta Alfonz / Pataky Attila) | 10                               | 10                               | 10                               | 10                               | 37                               | 77                               |
| 03                               | Pál Dénes                        | Azért vannak a jó barátok (Máté Péter / S. Nagy István)               | 10                               | 9                                | 9                                | 9                                | 39                               | 76                               |
| 04                               | Szabó Előd                       | Könnyű álmot hozzon az éj (Várkonyi Mátyás / Miklós Tibor)            | 9                                | 9                                | 10                               | 10                               | 36                               | 74                               |
| 05                               | Kálloy-Molnár Péter és Sári Évi  | Asszonykám, adj egy kis kimenőt (Zerkovitz Béla, Szilágyi László)     | 8                                | 8                                | 9                                | 8                                | 36                               | 69                               |
| 06                               | Keresztes Ildikó                 | Hello (Dorozsmai Péter / Kovács Ákos)                                 | 9                                | 9                                | 9                                | 9                                | 36                               | 72                               |
| 07                               | Ördög Tibor Csipa                | Így szólt hozzám a dédapám (Szűcs Antal Gábor / Frenreisz Károly)     | 9                                | 9                                | 9                                | 8                                | 36                               | 71                               |
| 08                               | Faragó András Topi               | Szeressük egymást gyerekek (Seress Rezső)                             | 9                                | 9                                | 9                                | 9                                | 36                               | 72                               |
| 09                               | Tóth Vera                        | Árva fiú (Szakály László / S. Nagy István)                            | 10                               | 10                               | 10                               | 10                               | 38                               | 78                               |
| 10                               | László Evelin és Bűdi Szilárd    | Már nem szédülök (Oláh József)                                        | 10                               | 9                                | 9                                | 10                               | 38                               | 76                               |

#### Második elődöntő
| Második elődöntő – 2025. január 18. | Második elődöntő – 2025. január 18. | Második elődöntő – 2025. január 18.                                                     | Második elődöntő – 2025. január 18. | Második elődöntő – 2025. január 18. | Második elődöntő – 2025. január 18. | Második elődöntő – 2025. január 18. | Második elődöntő – 2025. január 18. | Második elődöntő – 2025. január 18. |
| #                                   | Előadó                              | Dal (zene / szöveg)                                                                     | Pontozás                            | Pontozás                            | Pontozás                            | Pontozás                            | Pontozás                            | Pontozás                            |
| #                                   | Előadó                              | Dal (zene / szöveg)                                                                     | Korda György                        | Balázs Klári                        | Janza Kata                          | Bereczki Zoltán                     | Közönség                            | Σ                                   |
| ----------------------------------- | ----------------------------------- | --------------------------------------------------------------------------------------- | ----------------------------------- | ----------------------------------- | ----------------------------------- | ----------------------------------- | ----------------------------------- | ----------------------------------- |
| 01                                  | Csorba Lóci                         | Limbó-hintó (Fenyő Miklós / Novai Gábor)                                                | 10                                  | 10                                  | 10                                  | 10                                  | 38                                  | 78                                  |
| 02                                  | Wolf Kati                           | Motel (Rakonczai Viktor / Szabó Ágnes)                                                  | 9                                   | 9                                   | 10                                  | 9                                   | 36                                  | 73                                  |
| 03                                  | László Attila                       | Nem tudok élni nélküled (Németh Zoltán, Pete László / Meződi József, Veszelinov András) | 9                                   | 9                                   | 10                                  | 8                                   | 38                                  | 74                                  |
| 04                                  | Szulák Andrea                       | Apáink útján (Gidófalvy Attila / Szigeti Ferenc)                                        | 9                                   | 9                                   | 10                                  | 9                                   | 36                                  | 73                                  |
| 05                                  | Vastag Tamás                        | Nincs semmi másom (Rakonczai Viktor, Kökény Attila / Major Eszter, Tabár István)        | 10                                  | 10                                  | 10                                  | 10                                  | 37                                  | 77                                  |
| 06                                  | Ember Márk                          | Szép Júlia (Gerendás Péter / Sztevanovity Dusán)                                        | 10                                  | 10                                  | 10                                  | 10                                  | 39                                  | 79                                  |
| 07                                  | Varga Miklós                        | A zöld, a bíbor és a fekete (Sáfár József, Cserháti István / Csiga Sándor)              | 10                                  | 10                                  | 10                                  | 10                                  | 37                                  | 77                                  |
| 08                                  | Muri Enikő                          | Mindig az a perc (Fényes Szabolcs, Mihály István)                                       | 9                                   | 9                                   | 9                                   | 9                                   | 36                                  | 72                                  |
| 09                                  | Pély Barna                          | Színezd újra! (Szabó Tibor / Kara Mihály)                                               | 9                                   | 9                                   | 10                                  | 10                                  | 36                                  | 74                                  |
| 10                                  | Oláh Gergő                          | Még nem veszíthetek (Pásztor László, Jakab György, Lakatos Gábor / Zámbó Imre)          | 10                                  | 10                                  | 10                                  | 10                                  | 39                                  | 79                                  |

#### Harmadik elődöntő
| Harmadik elődöntő – 2025. január 25. | Harmadik elődöntő – 2025. január 25.  | Harmadik elődöntő – 2025. január 25.                                                                                  | Harmadik elődöntő – 2025. január 25. | Harmadik elődöntő – 2025. január 25. | Harmadik elődöntő – 2025. január 25. | Harmadik elődöntő – 2025. január 25. | Harmadik elődöntő – 2025. január 25. | Harmadik elődöntő – 2025. január 25. |
| #                                    | Előadó                                | Dal (zene / szöveg)                                                                                                   | Pontozás                             | Pontozás                             | Pontozás                             | Pontozás                             | Pontozás                             | Pontozás                             |
| #                                    | Előadó                                | Dal (zene / szöveg)                                                                                                   | Korda György                         | Balázs Klári                         | Janza Kata                           | Bereczki Zoltán                      | Közönség                             | Σ                                    |
| ------------------------------------ | ------------------------------------- | --- | ------------------------------------ | ------------------------------------ | ------------------------------------ | ------------------------------------ | ------------------------------------ | ------------------------------------ |
| 01                                   | Völgyesi Gabi                         | Forogj, világ! (Harmath Szabolcs / Valla Attila)                                                                      | 9                                    | 9                                    | 9                                    | 9                                    | 36                                   | 72                                   |
| 02                                   | Kökény Attila                         | Levél apukához (Horváth Jenő, Szabó Sándor)                                                                           | 10                                   | 10                                   | 10                                   | 10                                   | 37                                   | 77                                   |
| 03                                   | Heincz Gábor Biga                     | Sajtból van a Hold (Demjén Ferenc)                                                                                    | 10                                   | 10                                   | 10                                   | 10                                   | 35                                   | 75                                   |
| 04                                   | Kamarás Iván és Szandi                | Hol van az a nyár? (Lajtai Lajos, Békeffi István)                                                                     | 10                                   | 10                                   | 10                                   | 10                                   | 37                                   | 77                                   |
| 05                                   | Vida Péter                            | A lyányok, a lyányok, a lyányok angyalok (Kálmán Imre, Leo Stein, Jenbach Béla)                                       | 10                                   | 10                                   | 10                                   | 10                                   | 36                                   | 76                                   |
| 06                                   | Vágó Bernadett és Miller Zoltán       | Egyszer (Presser Gábor)                                                                                               | 10                                   | 10                                   | 10                                   | 10                                   | 36                                   | 76                                   |
| 07                                   | Czakó Juli                            | Ha volna két életem (Som Lajos / Horváth Attila)                                                                      | 9                                    | 9                                    | 10                                   | 9                                    | 35                                   | 72                                   |
| 08                                   | Trap kapitány és Kovácsovics Fruzsina | Bőg a tehén (Eisemann Mihály, Szilágyi László)                                                                        | 9                                    | 9                                    | 9                                    | 9                                    | 37                                   | 73                                   |
| 09                                   | Vastag Csaba                          | Nem lehet két hazád (Tátrai Tibor, Tóth János László / Földes László)                                                 | 10                                   | 10                                   | 10                                   | 10                                   | 37                                   | 77                                   |
| 10                                   | Veréb Tomi és Curtis                  | Valami van a levegőben (Marsalkó Dávid, Csöndör László / Csöndör László, Járai Márk, Marsalkó Dávid, Prifer Barnabás) | 10                                   | 10                                   | 10                                   | 10                                   | 39                                   | 79                                   |

### Döntő
Az MTVA a döntőt 2025. február 1-jén tartotta. Először a stúdióközönség pontjait jelentették be a dalok elhangzása után közvetlenül. A zsűri a dalok elhangzása után csak szóban értékelte a produkciókat. Az összes dal elhangzása után pontozta a produkciókat a zsűri. Az első helyezett 10 pontot kapott, a második 8-at, a harmadik 6-ot, míg a negyedik 4 pontot. Ennek alapján az első helyen végzett dal lett a Csináljuk a fesztivált! tizedik évadának a győztese. A műsort felvételről közvetítette a Duna.
| Döntő – 2025. február 1. | Döntő – 2025. február 1. | Döntő – 2025. február 1.                                                                                              | Döntő – 2025. február 1. | Döntő – 2025. február 1. | Döntő – 2025. február 1. | Döntő – 2025. február 1. | Döntő – 2025. február 1. | Döntő – 2025. február 1. | Döntő – 2025. február 1. |
| #                        | Előadó                   | Dal (zene / szöveg)                                                                                                   | Pontozás                 | Pontozás                 | Pontozás                 | Pontozás                 | Pontozás                 | Pontozás                 | Helyezés                 |
| #                        | Előadó                   | Dal (zene / szöveg)                                                                                                   | Korda György             | Balázs Klári             | Janza Kata               | Bereczki Zoltán          | Közönség                 | Σ                        | Helyezés                 |
| ------------------------ | ------------------------ | --- | ------------------------ | ------------------------ | ------------------------ | ------------------------ | ------------------------ | ------------------------ | ------------------------ |
| 01                       | Csorba Lóci              | Limbó-hintó (Fenyő Miklós / Novai Gábor)                                                                              | 10                       | 8                        |                          | 10                       | 37                       | 65                       | 1.                       |
| 02                       | Koós Réka                | Álmodtam egy világot (Slamovits István, Barta Alfonz / Pataky Attila)                                                 | 4                        |                          |                          |                          | 36                       | 40                       | 9.                       |
| 03                       | Kamarás Iván és Szandi   | Hol van az a nyár? (Lajtai Lajos, Békeffi István)                                                                     |                          | 4                        |                          |                          | 37                       | 41                       | 8.                       |
| 04                       | Vastag Csaba             | Nem lehet két hazád (Tátrai Tibor, Tóth János László / Földes László)                                                 |                          |                          | 4                        |                          | 36                       | 40                       | 9.                       |
| 05                       | Ember Márk               | Szép Júlia (Gerendás Péter / Sztevanovity Dusán)                                                                      |                          |                          | 10                       |                          | 39                       | 49                       | 5.                       |
| 06                       | Oláh Gergő               | Még nem veszíthetek (Pásztor László, Jakab György, Lakatos Gábor / Zámbó Imre)                                        |                          |                          | 6                        |                          | 37                       | 43                       | 7.                       |
| 07                       | Baricz Gergő             | Ringasd el magad (Presser Gábor / Adamis Anna)                                                                        |                          | 6                        |                          | 6                        | 36                       | 48                       | 6.                       |
| 08                       | Kökény Attila            | Levél apukához (Horváth Jenő, Szabó Sándor)                                                                           | 6                        |                          |                          | 8                        | 37                       | 51                       | 3.                       |
| 09                       | Veréb Tomi és Curtis     | Valami van a levegőben (Marsalkó Dávid, Csöndör László / Csöndör László, Járai Márk, Marsalkó Dávid, Prifer Barnabás) | 8                        |                          |                          | 4                        | 38                       | 50                       | 4.                       |
| 10                       | Tóth Vera                | Árva fiú (Szakály László / S. Nagy István)                                                                            |                          | 10                       | 8                        |                          | 38                       | 56                       | 2.                       |

## Nézettség
Jelmagyarázat
     – A Csináljuk a fesztivált! legmagasabb nézettsége
     – A Csináljuk a fesztivált! legalacsonyabb nézettsége
| Adás              | Sugárzás                          | Duna                 | Duna                 | Duna                 | Duna                | Duna                | Duna                | Forrás |
| Adás              | Sugárzás                          | Teljes lakosság (4+) | Teljes lakosság (4+) | Teljes lakosság (4+) | Célközönség (18–59) | Célközönség (18–59) | Célközönség (18–59) | Forrás |
| Adás              | Sugárzás                          | AMR                  | Arány (SHR%)         | Heti helyezés        | AMR                 | Arány (SHR%)        | Heti helyezés       | Forrás |
| ----------------- | --------------------------------- | -------------------- | -------------------- | -------------------- | ------------------- | ------------------- | ------------------- | ------ |
| Első válogató     | 2024. december 7. szombat, 19:35  | 286 349              | 7,2                  | 19.                  |                     |                     | 30+                 | [ 6 ]  |
| Második válogató  | 2024. december 14. szombat, 19:35 | 294 327              | 7,3                  | 19.                  | 79 698              | 4,1                 | 30.                 | [ 7 ]  |
| Harmadik válogató | 2024. december 21. szombat, 19:35 | 513 389              | 12,7                 | 7.                   | 94 641              | 4,7                 | 23.                 | [ 8 ]  |
| Negyedik válogató | 2024. december 28. szombat, 19:35 | 531 629              | 13,0                 | 8.                   |                     |                     | 30+                 | [ 9 ]  |
| Ötödik válogató   | 2024. december 31. kedd, 21:50    | 500 951              | 14,4                 | 11.                  | 140 977             | 8,2                 | 21.                 | [ 10 ] |
| Hatodik válogató  | 2025. január 4. szombat, 19:35    | 503 000              | 14,9                 | 12.                  |                     |                     | 30+                 | [ 11 ] |
| Első elődöntő     | 2025. január 11. szombat, 19:35   | 517 705              | 12,4                 | 10.                  | 116 068             | 5,6                 | 19.                 | [ 12 ] |
| Második elődöntő  | 2025. január 18. szombat, 19:35   | 510 854              | 12,2                 | 9.                   | 94 247              | 4,6                 | 27.                 | [ 13 ] |
| Harmadik elődöntő | 2025. január 25. szombat, 19:35   | 508 240              | 12,6                 | 10.                  |                     |                     | 30+                 | [ 14 ] |
| Döntő             | 2025. február 1. szombat, 19:35   | 532 442              | 13,1                 | 9.                   |                     |                     | 30+                 | [ 15 ] |